# Хальберштадт (княжество)
Княжество Хальберштадт (нем. Fürstentum Halberstadt) — небольшое княжество в центральной части Священной Римской империи под управлением Пруссии.
Княжество Хальберштадт образовано решением Вестфальского мира 1648 года путём секуляризации епископства Хальберштадт. Княжество было передано Бранденбургу на правах унии.
В 1807 году, решением Тильзитского мира, княжество было упразднено, а его территория передана Вестфалии. После поражения наполеоновской Франции в 1815 году территория княжества была возвращена Пруссии и в 1817 году включена в состав прусской провинции Саксония.